# Bible Black
Bible Black fou un videojoc de l'any 2000 de rol i terror pornogràfic desenvolupat per ActiveSoft que més tard fou adaptat a una popular sèrie d'anime hentai del 2001 fins al 2003. Més tard es publicà una seqüela anomenada Bible Black Origins el 2002, i entre 2004 i 2007 es publicà una seqüela anomenada Bible Black: New Testament. Entre 2005 i 2007 es publicà una història paral·lela anomenada Bible Black Only. S'anuncià un live-action el 2010. Als Estats Units d'Amèrica fou Media Blasters la distribuïdora dels animes en DVD. La història del videojoc tracta sobre el protagonista Taki Minase que troba un llibre misteriós, una bíblia negra, que utilitza per a fer obscenitats als seus companys. Mostra temes considerats transgressius: sacrificis, orgies, abusos, satanisme i màgia negra. Al primer anime, en la versió japonesa s'utilitzà a les escenes del "Club de Màgia Negra" el nom de Jesus mentre que a la versió doblada fou substituït per Satan. L'anime és considerat un clàssic dels títols hentai per la qualitat de l'argument i l'estètica i per rebre un estatus icònic fora del Japó.
El novembre de 2005 Kitty Media publicà el primer DVD de Bible Black: New Testament en edició bilingüe japonès i anglès. El tercer DVD s'ajornà un mes.
Kitty Media aconseguí el 2006 la llicència de Bible Black Only i no especificà data de llançament.
A Anime News Network Bible Black: Second Sacrament consideraren que la història és divertida.